# حمود ومحيميد (فلم)
حمود ومحيميد، فيلم تلفزيوني سعودي كوميدي درامي، انتج سنة 1987، من بطولة عبد الله السدحان، ناصر القصبي، راشد الشمراني، علي المدفع، حمد المزيني، أحمد السريع. وإخراج عامر الحمود.
تدور أحدث الفيلم حول أحد الأشخاص القرويين حيث يبعثه والده إلي المدينة لكي يشتري لهم آلة بذور، وعند ذهابه إلي قريبة يبدأ بتبذير الأموال، ويفقدها ويتعرف في آخر الفيلم هو وقريبه على شخص غريب الأطوار يعيدهم إلي قريتهم في آخر الفيلم.